# 欧东
欧东（法語：Audon，法語發音：[odɔ̃]）是法国朗德省的一个市镇，属于达克斯区。

## 地理
欧东（43°47'51"N, 0°49'35"W）面积7.55 平方千米，位于法国新阿基坦大区朗德省，该省份为法国西南部沿海省份，是法國本土面积第二大的省，北起吉倫特省，西临大西洋，南至大西洋比利牛斯省，东临热尔省，东北与洛特-加龍省接壤。
与欧东接壤的市镇（或旧市镇、城区）包括：贝加尔、古茨、奥纳尔、塔尔塔斯、维克多里巴特。

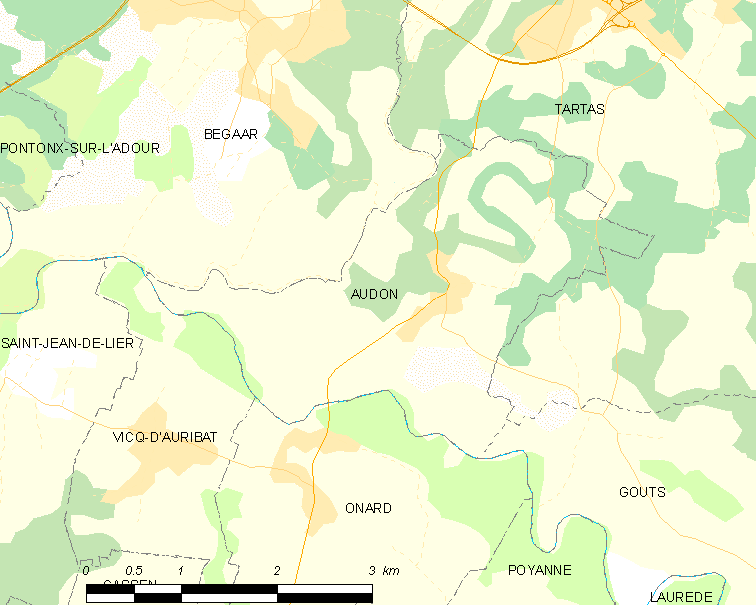
欧东的OSM定位图

欧东的时区为UTC+01:00、UTC+02:00（夏令时）。

## 行政
欧东的邮政编码为40400，INSEE市镇编码为40018。

## 政治
欧东所属的省级选区为莫尔桑克斯-塔尔塔斯地区县。

## 人口

1962-2008年间欧东人口变化图示

欧东于2022年1月1日时的人口数量为410人。